# Прандтль, Людвиг

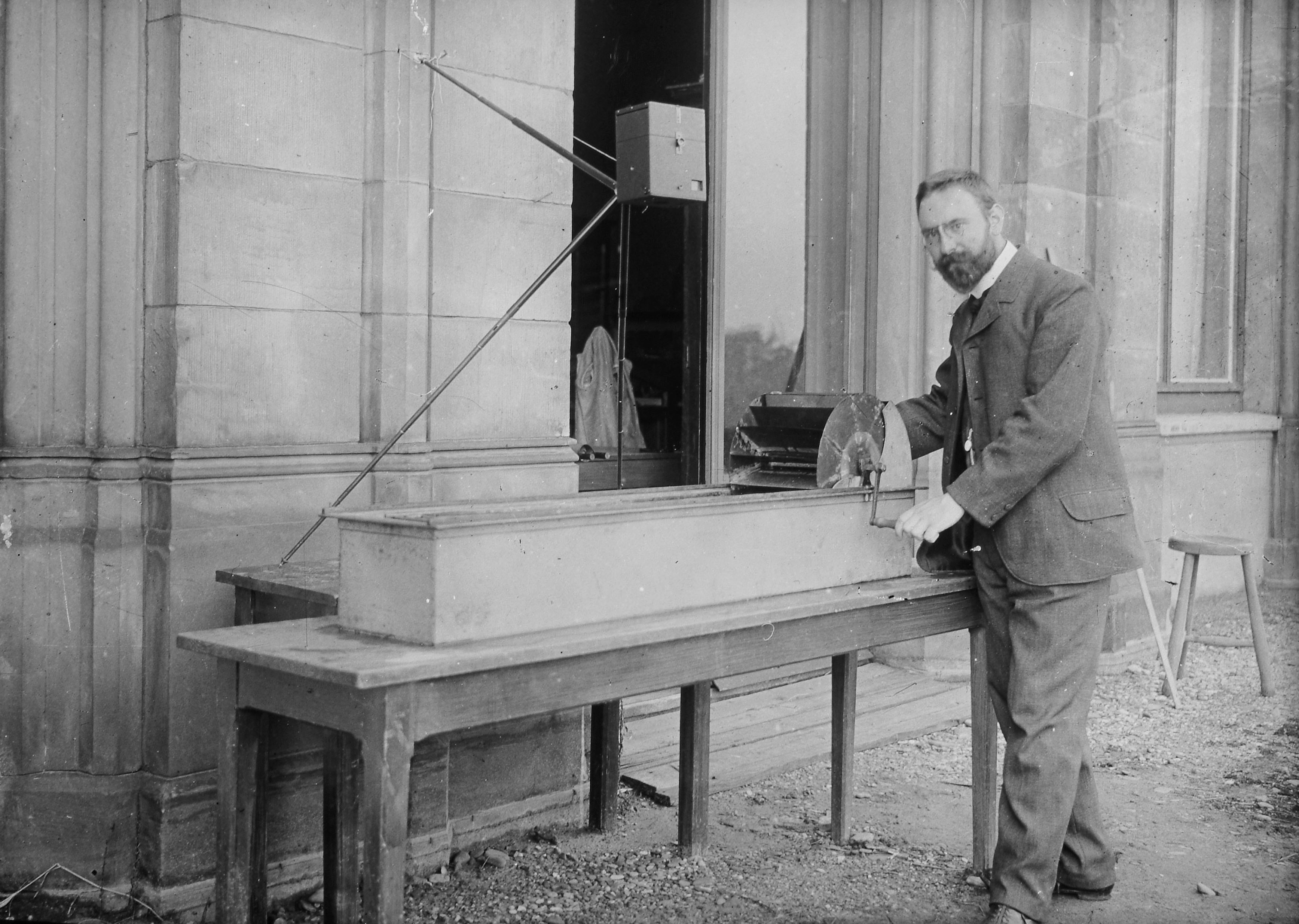
Людвиг Прандтль у экспериментального водного канала. 1904 год

Людвиг Прандтль (нем. Ludwig Prandtl; 4 февраля 1875 года, Фрайзинг — 15 августа 1953 года, Гёттинген) — немецкий механик и физик. Внёс существенный вклад в основы гидродинамики и разработал теорию пограничного слоя. В честь его назван один из критериев подобия (число Прандтля), а также гидроаэрометрическое устройство, ставшее классическим приёмником воздушного давления для самолётов и вертолётов (трубка Прандтля).
Защитил докторскую диссертацию в Мюнхенском техническом университете в 1900 году. Был профессором в Ганновере и с 1 сентября 1904 года — в Гёттингене.
Член Германской академии естествоиспытателей «Леопольдина» (1936), иностранный член Лондонского королевского общества (1928).

## Биография
Родился во Фрайзинге, недалеко от Мюнхена. Его мать часто болела, поэтому мальчик много времени проводил с отцом, профессором инженерии. Под его влиянием он научился наблюдать природу и размышлять о наблюдениях.
В 1894 году поступил в Мюнхенский технический университет, который окончил через шесть лет со степенью PhD по гидромеханике. После защиты диссертации молодой Прандтль работал над усовершенствованием фабричного оборудования.
В 1901 году Прандтлю предложили место профессора гидромеханики в Ганноверском университете. Именно там он написал свои основные работы. В 1904 году он опубликовал фундаментальную работу — «Течение жидкости с малой вязкостью» (англ. Motion of Fluids With Very Little Viscosity). В работе он впервые описал теорию пограничного слоя и его влияние на лобовое сопротивление и на срыв потока, дав таким образом объяснение явлению сваливания. Приближенная теория пограничного слоя, предложенная Прандтлем, широко используется в наше время. После опубликования этой работы Прандтлю предложили кафедру в университете Гёттингена. В последующее десятилетие Прандтль основал сильнейшую школу аэродинамики, на основе которой в 1925 году было организовано Общество кайзера Вильгельма по изучению течений жидкости и газа (теперь оно носит название Общество Макса Планка).
Продолжая исследование, начатое Фредериком Ланчестером в 1902—1907 годах, Прандтль объединил свои усилия с физиком Альбертом Бетцем и инженером Михаэлем Мунком для исследования подъемной силы реального аэродинамического крыла, используя математический аппарат. Результаты исследования опубликованы в 1918—1918 годах и теперь известны как «теория крыла Ланчестера-Прандтля».
В 1908 году Прандтль и его студент Теодор Майер впервые предложили теорию сверхзвуковой ударной волны. На основе течения Прандтля — Майера в Гёттингене в 1909 году построена первая в мире сверхзвуковая аэродинамическая труба. В 1929 году вместе с Адольфом Буземанном предложил метод проектирования сверхзвукового сопла. В настоящее время все сверхзвуковые сопла и аэродинамические трубы сконструированы на основе этой теории. Студент Прандтля Теодор фон Карман развил теорию сверхзвукового течения.
В 1922 году Прандтль и математик Рихард Эдлер фон Мизес основали GAMM (the International Association of Applied Mathematics and Mechanics). Вплоть до 1945 года Прандтль сотрудничал с Рейхсминистерством авиации Германии.
Среди его работ: сжимание жидкости при сверхскоростном режиме течения — эффект Прандтля — Глоерта, труды по метеорологии и теории упругости.
Прандтль проработал в университете Гёттингена до самой смерти 15 августа 1953 года. Похоронен на Гёттингенском городском кладбище.
Его называют отцом современной аэродинамики.

## Личная жизнь
В возрасте 34 лет Прандтль решил, что пришло время жениться, и обратился к своему научному руководителю — Августу Фёпплю с просьбой руки и сердца его дочери. Однако он забыл уточнить, о какой именно из дочерей ведёт речь. Тогда профессор и его жена приняли решение сами и выдали за него свою старшую дочь. Брак оказался счастливым, долгим и крепким.

## Интересные факты
• Явление внезапного изменения лобового сопротивления сферы впервые наблюдали довольно забавным способом. Прандтль в Геттингене и Эйфель в Париже измерили сопротивление сферы; Прандтль получил значение коэффициента лобового сопротивления в два раза больше, чем Эйфель. Они обменялись информацией, и один из молодых инженеров в лаборатории Прандтля сказал: «О, господин Эйфель забыл множитель 2. Он рассчитал коэффициент, относящийся к ρU², а не ½ ρU²». Это замечание каким-то образом стало известно в Париже, и престарелый Эйфель очень рассердился. Затем он провел измерения в широком диапазоне и обнаружил зависимость этого явления от числа Рейнольдса. (по Т. фон Карману)
• Будучи постоянным посетителем купальни университета Гёттингена, устроенной на берегу реки Лайне под имевшейся на реке плотиной, Л. Прандтль неоднократно предупреждал (главным образом, студентов) об опасности прыжков в воду с плотины в водопад (эти прыжки были запрещены и в особом объявлении). Прандтль компетентно разъяснял, что непосредственно под водопадом образуется так называемое мёртвое пространство, попав в которое, пловец рискует погибнуть. Все посетители купальни отнеслись к предупреждению Прандтля с большим вниманием, и в течение долгого времени правила предосторожности строго соблюдались. Но вот однажды какой-то молодой студент всё-таки прыгнул в водопад, был сразу схвачен потоком и благополучно вынесен им к противоположному берегу водоёма. Потом молодой человек несколько раз повторил свой эксперимент — с тем же благополучным исходом. Затем несколько товарищей смелого студента последовали его примеру, и скоро прыжки в водопад стали излюбленным развлечением купающейся молодежи. Прандтль посмеялся и признал своё поражение. (по П. С. Александрову)

## Признание
- в честь Прандтля назван кратер на обратной стороне Луны
- в честь Прандтля учреждена награда Немецкого аэрокосмического общества[нем.] − «Кольцо Людвига Прандтля», которая вручается за достижения в области аэрокосмической инженерии.

## Известные студенты
- Теодор фон Карман
- Курт Магнус
- Рейнгольд Руденберг

## Переведено на русский язык
- Прандтль Л. Гидроаэромеханика [1944] // изд-во РХД, 2000